# Tomás Fonzi
Tomás Gonzalo Fonzi (Buenos Aires, 24 d'agost de 1981) és un actor argentí i germà petit de la també actriu Dolores Fonzi.

## Carrera
Va créixer en Adrogué, Partido de Almirante Brown. Va cursar estudis d'actuació amb Raúl Serrano de 1997 a 1999. Va començar actuant en la telenovel·la juvenil Verano del 98, de Telefe, interpretant a Benjamín Vázquez, fins a 2000. Després va treballar a Ilusiones, realitzà treballs en a la ràdio, com Los Esparos del Ñorse, i es va llançar també com cantant al costat de Alfredo Alcón.
El 2000 va formar part de l'elenc de La tempestad en teatre. Una noche con Sabrina Love, d'Alejandro Agresti, fou el seu primer llargmetratge, en el qual interpreta un adolescent que guanya un sorteig per a passar una nit amb l'estrella porno del moment, Sabrina Love, interpretada per l'actriu Cecilia Roth.
En 2002 va actuar en la telenovel·la Franco Buenaventura, el profe, i a l'any següent va ser un dels protagonistes de la telecomèdia Costumbres argentinas. En cinema va co-protagonitzar al costat de Ricardo Darín i Cecilia Roth el film Kamchatka.
Va formar part de Los Roldán, en la seva primera temporada en 2004, després va protagonitzar la segona temporada de Mosca & Smith amb Fabián Vena i va participar de la mini sèrie Soy tu fan.
El 2006 protagonitza amb Gerardo Romano, Carolina Papaleo i Marcela Kloosterboer Doble venganza, per la que va ser nominat al premi Martín Fierro. Va participar en la segona temporada de Mujeres asesinas al costat de Romina Ricci al capítol Cecilia, hermana.
Entre 2009 i 2010 va interpretar a Adrián "Anguila" Muñiz a Botineras, i va protagonitzar la pel·lícula Paco pel que va ser nominat al Premi Còndor de Plata com a Actor Revelació en Cinema. Posteriorment va estar en dos de les pel·lícules més taquilleres de l'Argentina en els últims temps i va iniciar recentment la seva carrera internacional en la comèdia juvenil espanyola Slam.
Mèxic ho va conèixer de la mà del també actor, director i productor Santiago Ferró (fillol de Carlos "El Indio" Solari, cantant dels Redonditos de Ricota), on va realitzar un tour amb la seva banda de rock Mono Tremendo, i va tenir el major èxit esperat i guanyant el reconeixement i afecte de la capital mexicana.
Va fer participacions especials en el 2011 en les ficcions Un año para recordar, Los Únicos i Contra las cuerdas.
El 2012 va participar en la telecomèdia Graduados. El 2013 va participar en els unitaris Historia clínica i Historias de diván. Després va integrar els elencs de les tires diàries Taxxi, amores cruzados i Somos familia.
El 2014 protagonitza l'obra de teatre Un día Nico se fue, amb Marco Antonio Caponi, debutant en la comèdia musical.
El 2015 torna a Pol-ka interpretant a Máximo Ortiz, el vilà d’Esperanza mía, protagonitzat per Lali Espósito i Mariano Martínez a la pantalla d'El trece.

## Vida personal
Viu amb Leticia Lombardi, amb qui té una filla anomenada Violeta que va néixer el 13 de juliol de 2010. Al novembre de 2015 van anunciar que estaven esperant al seu segon fill, que va néixer el 13 de gener de 2016 al Sanatori de la Trinitat i a qui van anomenar Teo Domingo.

## Cinema
| Any  | Títol                      | Paper                   | Notes           |
| ---- | -------------------------- | ----------------------- | --------------- |
| 2000 | Una noche con Sabrina Love | Mario Daniel Montero    | Paper principal |
| 2000 | Nueve reinas               | Federico                | Paper secundari |
| 2001 | 30/30                      | Forester                | Paper principal |
| 2001 | Kamchatka                  | Lucas                   | Paper principal |
| 2003 | Nadar solo                 | Tomás Forte             | Paper principal |
| 2003 | Slam                       | Fito                    | Paper principal |
| 2009 | Cómplices del silencio     | Carlos Gallo            | Paper principal |
| 2009 | Rodney                     | Martín                  | Paper principal |
| 2010 | Paco                       | Francisco Blanco "Paco" | Paper principal |
| 2011 | Cruzadas                   | Mánager                 | Paper secundari |
| 2012 | No te enamores de mí       | Maxi                    | Paper principal |
| 2013 | Olvidados                  | Antonio                 | Paper principal |
| 2015 | Pájaros negros             | Mr. White               | Paper secundari |
| 2019 | Todo por el ascenso        | Rafael                  | Paper principal |
| 2019 | El rocío                   |                         | Paper secundari |

## Televisió
| Any       | Títol                         | Personatge                                       | Canal       |
| --------- | ----------------------------- | ------------------------------------------------ | ----------- |
| 1998-2000 | Verano del 98'                | Benjamín Vázquez                                 | Telefe      |
| 2000-2001 | Ilusiones                     | Lucas Marzzano Ortiz                             | Canal 13    |
| 2001      | Tiempo final                  | Ruso "Ep41: Casa vacía"                          | Telefe      |
| 2002      | Franco Buenaventura, el profe | Diego Hernán Buenaventura                        | Telefe      |
| 2003      | Costumbres argentinas         | Gabriel Rosetti                                  | Telefe      |
| 2004-2005 | Los Roldán                    | Facundo Uriarte                                  | Telefe      |
| 2004-2005 | Mosca & Smith                 | Santiago Smith                                   | Telefe      |
| 2006      | Mujeres asesinas              | Luis "Ep:Cecilia, hermana"                       | Canal 13    |
| 2006      | Soy tu fan                    | Diego García                                     | Canal 9     |
| 2007      | Doble venganza                | Manuel Ferrer                                    | Canal 9     |
| 2009      | Revelaciones                  | Mariano Pereira                                  | El Trece    |
| 2009-2010 | Botineras                     | Adrián "Anguila" Muñiz                           | Telefe      |
| 2010-2011 | Un año para recordar          | Iván Linares                                     | Telefe      |
| 2011      | Los Únicos                    | Joaquín Guerrico                                 | El Trece    |
| 2012      | Graduados                     | Miguel "Micky" Ribeiro                           | Telefe      |
| 2012      | Historía clínica              | Sebastián "Ep: Tita Merello, cuando yo me valla" | Telefe      |
| 2013      | Historias de diván            | Darío "Ep: Los celos de Darío"                   | Telefe      |
| 2013-2014 | Taxxi, amores cruzados        | Luca Nicolás Duarte                              | Telefe      |
| 2014      | Somos familia                 | Pedro Mancini                                    | Telefe      |
| 2014      | Viento Sur                    | Camilo Ludueña "Ep: Viento rojo"                 | America TV  |
| 2015-2016 | La casa del mar               | Teo                                              | Direc TV    |
| 2015-2016 | Esperanza mía                 | Máximo Ortiz                                     | El Trece    |
| 2016      | Loco por vos                  | Fernando                                         | Telefe      |
| 2017      | Fanny, la fan                 | Luciano "Tano" Ramos                             | Telefe      |
| 2018-2019 | Mi hermano es un clon         | Camilo Figueroa                                  | El Trece    |
| 2019      | Inconvivencia                 | Lucas Fernandez                                  | Telefe Flow |

| Any          | Títol                          | Paper       | Canal    |
| ------------ | ------------------------------ | ----------- | -------- |
| 2021         | Experimentores                 | Conductor   | Pakapaka |
| 2021-present | Masterchef Celebrity Argentina | Participant | Telefe   |

## Teatre
| Any       | Obra                          | Direcció                                            |
| 2001      | La tempestad                  |                                                     |
| 2005      | Blanco sobre blanco           | Alejandro Mateo, Alfredo Rosenbaum i Ita Scaramuzza |
| 2006      | Novia con tulipanes           | Gonzalo Demaria                                     |
| 2011      | Código de familia             | Eva Halac                                           |
| 2013-2014 | Un día Nico se fue            | Ricky Pashkus                                       |
| 2014      | La nota mágica                | Ricky Pashkus                                       |
| 2015      | Esperanza mía en el Luna Park |                                                     |
| 2016      | Yiya, el musical              | Ricky Pashkus                                       |
| 2016-2017 | Abracadabra                   | Carlos Olivieri                                     |
| 2018-2019 | Locos por Luisa               | Carlos Olivieri                                     |
| 2019      | Perfectos desconocidos        | Guillermo Francella                                 |
| 2021      | La fiesta de los chicos       | Ricky Pashkus                                       |

## Premis i nominacions
| Any  | Premi                                         | Categoria                           | Participació               | Resultat  |
| ---- | --------------------------------------------- | ----------------------------------- | -------------------------- | --------- |
| 2001 | VII Mostra de Cinema Llatinoamericà de Lleida | Millor Actor                        | Una noche con Sabrina Love | Guanyador |
| 2001 | Premis Cóndor de Plata                        | Actor Revelació Masculina           | Una noche con Sabrina Love | Nominat   |
| 2007 | Martín Fierro                                 | Actor protagonista de novel·la      | Doble venganza             | Nominat   |
| 2011 | Premis Cóndor de Plata                        | Actor Revelació Masculina           | Paco                       | Nominat   |
| 2017 | Premis VOS                                    | Millor Labor Destacada en Escena    | Abracadabra                | Guanyador |
| 2017 | Premis Carlos                                 | Millor Actor de Repartiment         | Abracadabra                | Nominat   |
| 2016 | Premis Martín Fierro                          | Actor protagonista de ficció diària | Esperanza mía              | Nominat   |